# Yolomécatl-formatie
De  Yolomécatl-formatie is een geologische formatie in de Mexicaanse staat Oaxaca die afzettingen uit het Laat-Eoceen of Vroeg-Oligoceen omvat. Het is de enige bekende fossielenlocatie uit deze periode van het Paleogeen in tropisch Noord-Amerika. Voorheen waren alle vondsten uit deze periode gedaan in de gematigde en subtropische delen van het continent.

## Ouderdom
De ouderdom van de Yolomécatl-formatie is een twistpunt. Bepaalde radiometrische datering wijst er op dat de afzettingen dateren uit het middelste of laatste deel van de North American Land Mammal Age Chadronian met een ouderdom tussen de 35,7 en 32,9 miljoen jaar. Delen van de paleofauna ondersteunen dit. Andere studies komen uit op een datering rond 40,3 miljoen jaar oud, vallend in de overgang van het Uintan naar het Duchesnean. In 2018 werd de ouderdom van de Yolomécatl-formatie op basis van nieuwe fossiele vondsten gedateerd op 28 tot 29 miljoen jaar oud, waarmee de formatie uit het Vroeg-Arikareean en daarmee het Vroeg-Oligoceen dateert.

## Fauna
De paleofauna wordt aangeduid als de "Iniyoo Local Fauna" en omvat wormhagedissen (Rhineura), landschildpadden (Hadrianus, Stylemys), knaagdieren, roofdieren en hoefdieren. Het betreft soorten en geslachten die ook bekend zijn uit de westelijke Verenigde Staten. De fossielen van Douglassciurus, Gregorymys, Jimomys en Nanotragulus uit de Yolomécatl-formatie zijn de oudst bekende vondsten van deze geslachten. Dit past binnen de opvatting van enkele andere studies waarin tropisch Noord-Amerika wordt beschouwd als het oorsprongsgebied van diverse zoogdiergroepen uit het Mioceen en Plioceen. Verder zijn er ichnofossielen gevonden van vlinders, bijen en kevers en holensystemen van goffers.. De dieren bewoonden een tropisch open bos of boomsavanne.

### Zoogdieren
- Knaagdieren: Protozetamys mixtecus, de eekhoorn Douglassciurus oaxacaensis[6], wangzakgoffers Gregorymys veloxikua en Jimomys
- Haasachtigen: Archaeolagus
- Roofdieren: de marterachtige Oaxacagale[7], de hondachtige Cormocyon, de beerhond Mammacyon
- Onevenhoevigen: het drietenig paard Miohippus assinoboiensis, een tapir, de hoornloze neushoorns Trigonias en Subhyracodon, de amynodont Amynodontopsis, een chalicotheriër
- Evenhoevigen: de kameel Poebrotherium, de oreodonten Merycoidodon en Oreodontoides oregonensis, Leptochoerus, Leptomeryx[8], de pekari Perchoerus probus, een protoceratide, de dwerghertachtige Nanotragulus